# Valle de Timna

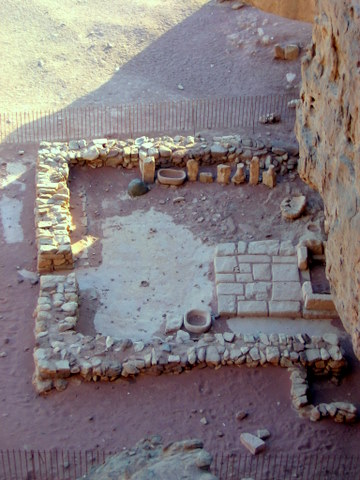
Restos arqueológicos en Timna.

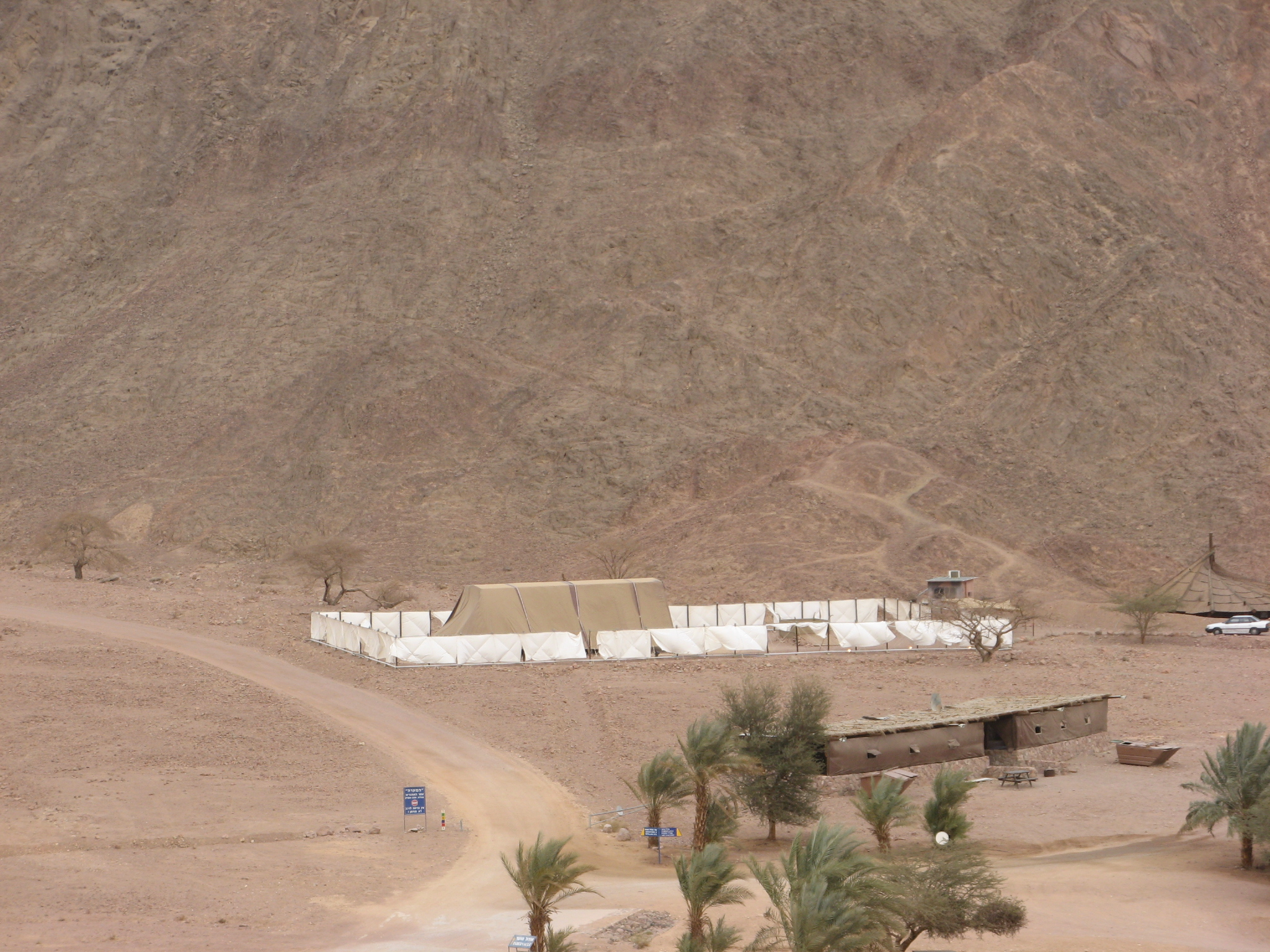
Reconstrucción del Tabernáculo en el Parque Nacional de Timna, Israel.

El valle de Timna es una zona de alto valor arqueológico situada en el desierto del Néguev, Israel, unos 30 km al norte de Eilat. En el lugar se encuentran minas de cobre que se explotaron de manera más o menos continua desde el VI milenio a. C. hasta la Edad Media.
Durante la década de 1930, se relacionó a este lugar con las legendarias minas del rey Salomón (siglo X a. C.) pero estudios arqueológicas posteriores indican una explotación minera más antigua, que se remonta al Neolítico. Las minas fueron explotadas eficientemente durante las dinastías egipcias XVIII y XIX, cuyos faraones extraían cobre con la colaboración de las tribus de esa región.
Una gran porción del valle, que contiene antiguos restos de actividades de minería del cobre y restos arqueológicos en sitios de adoración, forma parte del Parque del valle Timna.

## Historia

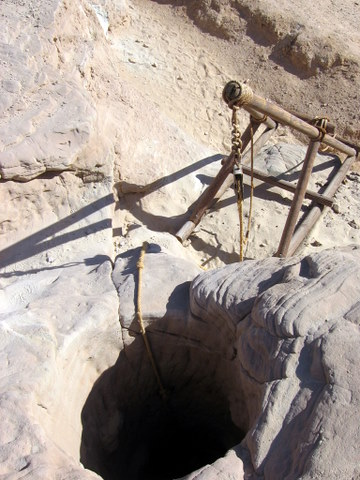
Entrada a la mina.

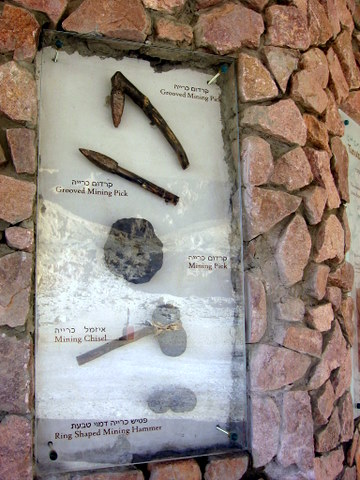
Herramientas usadas en actividades mineras.

### Minería del cobre
Se ha extraído mineral de cobre en la zona desde el V o VI milenio a. C. Una excavación arqueológica realizada por el Dr. Erez Ben-Yosef, del Departamento de Arqueología y Culturas del Cercano Oriente de la Universidad de Tel Aviv, estableció que probablemente las minas de cobre en el valle Timna eran parte del Reino Edom y eran explotadas por los Edomitas, descritos como los enemigos bíblicos de los israelitas, durante el siglo X a. C.. Ben-Yosef indica que «Con certeza las minas son del periodo del Rey Salomón.» Posteriormente los israelitas y nabateos continuaron explotando las minas durante el periodo romano y los siglos I y II, y luego por los omeyas de la península arábiga luego de la conquista árabe (en el siglo VII) hasta que disminuyó la disponibilidad de mineral de cobre.